# Neomillerella
Neomillerella es un género de foraminífero bentónico de la subfamilia Eostaffellinae, de la familia Eostaffellidae, de la superfamilia Ozawainelloidea, del suborden Fusulinina y del orden Fusulinida. Su especie tipo es Neomillerella mirabilis. Su rango cronoestratigráfico abarca desde el Pennsylvaniense (Carbonífero inferior) hasta el Cisuraliense (Pérmico inferior).

## Discusión
Clasificaciones previas hubiesen incluido Neomillerellaen la superfamilia Neoschwagerinoidea, y en la subclase Fusulinana de la clase Fusulinata. Clasificaciones más recientes incluyen Neomillerella en la Subclase Fusulinana de la Clase Fusulinata.

## Clasificación
Neomillerella incluye a las siguientes especies:
- Neomillerella gigantea †
- Neomillerella hataii †
- Neomillerella japonica †
- Neomillerella kotakensis †
- Neomillerella mirabilis †
- Neomillerella nevadaensis †
- Neomillerella tosaensis †
- Neomillerella yowarensis †